# Anthela odontogrammata
Anthela odontogrammata is een vlinder uit de familie van de Anthelidae. De wetenschappelijke naam van de soort is voor het eerst geldig gepubliceerd in 1917 door Joicey, Noakes & Talbot.